# Björkknösen
Björkknösen är ett naturreservat i Övertorneå kommun i Norrbottens län.
Området är naturskyddat sedan 2010 och är 5,8 kvadratkilometer stort. Reservatet omfattar ett större myrområde. Reservatet består av myrholmar med gammal lövrik, urskogsartad granskog.